# Коваленко, Александр Анатольевич (футболист, 1978)
Алекса́ндр Анато́льевич Ковале́нко (25 марта 1978, Тирасполь, Молдавская ССР, СССР) — молдавский футболист, защитник.

## Биография
Карьеру начал в 1996 году в ФК «Тилигул-Тирас».
С 2002 по 2010 годы играл за российские клубы «Динамо» (Москва), «Волгарь-Газпром», «Ротор», «СКА-Энергия», «Спортакадемклуб», «Черноморец», «Торпедо» (Москва).
В сезоне 2010—2011 годов выступал за белорусский клуб «Неман».
C 2011 играл в Молдавии в клубах «Тигина» и «Динамо-Авто» Дивизиона «A».
В 2001—2005 годах провел 35 матчей в составе национальной сборной Молдовы.

## Достижения
- Вице-чемпион Молдовы — 1997/98
- 3-е место в чемпионате Молдовы — 1996/97, 1998/99, 2000/01
- Финалист Кубка Беларуси 2011

## Примечание
1. ↑  Alexandru Covalenco // Transfermarkt.com (мн.) — 2000.
2. ↑  Alexandr Covalenco // FBref (англ.)